# 栃木県道245号栗山今市線
栃木県道245号栗山今市線（とちぎけんどう245ごう くりやまいまいちせん）は、栃木県日光市の栗山地区から今市地区までを通る一般県道である。
2008年（平成20年）3月31日までは栃木県道245号青柳今市線であった。

## 概要
日光市栗山地区の栃木県道23号川俣温泉川治線から霧降高原を経由し、国道121号(国道352号重複)大桑バイパスまでをつなぐ道路である。起点から大笹牧場レストハウス前で今市地区方面へと分岐するまでは栃木県道169号栗山日光線と重複する。日光市瀬尾－小百の山岳区間は道幅が狭く、カーブも多いため走行には注意が必要である。

## 路線データ
- 総延長：18.695km
- 起点：栃木県日光市日陰字青柳（栃木県道23号川俣温泉川治線交点）
- 終点：栃木県日光市瀬尾（今市警察署北交差点＝国道121号、国道352号交点）
- 認定：1961年（昭和36年）4月1日

## 歴史
- 1961年（昭和36年）4月1日 - 一般県道青柳今市線として認定。
- 2008年（平成20年）4月1日 - 一般県道栗山今市線に名称変更。

## 地理

### 通過する自治体
- 日光市

### 交差する道路
- 栃木県道23号川俣温泉川治線（日光市日陰字青柳＝起点)
- 栃木県道169号栗山日光線（日光市日陰字青柳-日光市瀬尾 大笹牧場レストハウス前＝重複区間）
- 日光広域農道（日光市小百）
- 栃木県道247号日光今市線（日光市瀬尾 材木町交差点)
- 国道121号・国道352号(日光市瀬尾 今市警察署北交差点＝終点)

## 沿線施設
- 大笹牧場